# Sportpark Blanke
Der Sportpark Blanke (zuvor Eintracht-Stadion am Heideweg) ist ein Fußballstadion in der niedersächsischen Stadt Nordhorn, Landkreis Grafschaft Bentheim.

## Lage und Ausstattung
Das Eintracht-Stadion liegt im Nordhorner Stadtteil Blanke. Das Fassungsvermögen liegt bei 7.500 Zuschauern. Auf der Haupttribüne befinden sich jeweils 1.000 überdachte Sitz- und Stehplätze, auf der Gegengerade befindet sich eine weitere Tribüne mit rund 800 überdachten Sitzplätzen. Die Spielfläche besteht aus Naturrasen. Das Stadion verfügt über eine Flutlichtanlage und vier Nebenplätze.

## Geschichte
Das Eintracht-Stadion in Nordhorn wurde am 8. August 1954 als Bernhard-Niehues-Kampfbahn mit einem Freundschaftsspiel zwischen Eintracht Nordhorn und Preußen Münster eingeweiht. Vor 3.000 Zuschauern setzte sich die Heimmannschaft mit 3:2 durch. Das Gelände, wo das Stadion entstand, war früher die sportliche Heimat des Arbeitersportvereins VfL Nordhorn und wurde später von der Firma Niehues & Dütting genutzt. Gleich in der ersten Saison im neuen Stadion schaffte die Eintracht den Aufstieg in die seinerzeit erstklassige Oberliga Nord.
Die ersten drei Heimspiele der Oberligasaison 1955/56 sahen zusammen 40.000 Zuschauer. Mit 6.733 wurde in der gleichen Saison auch der höchste Zuschauerschnitt der Vereinsgeschichte erreicht. Der Zuschauerrekord für ein Einzelspiel wurde am 31. März 1957 aufgestellt, als die Eintracht vor 18.000 Zuschauer ein 3:3 gegen den Serienmeister Hamburger SV erreichten. Eintracht Nordhorn spielte von 1955 bis 1959 sowie in der Saison 1961/62 in der erstklassigen Oberliga Nord. Im Jahre 1969 entstand eine Tribüne mit 800 überdachten Sitzplätzen, die mit einem Schüler-Länderspiel zwischen Deutschland und den Niederlanden (4:1) eingeweiht wurde.
Anfang der 1990er Jahre erhielt das Stadion seinen heutigen Namen. Im Jahre 2007 wurde die Haupttribüne fertiggestellt und eine Flutlichtanlage mit 500 Lux errichtet. Am 16. Februar 2007 fand das erste Spiel nach der Fertigstellung der neuen Anlagen statt, als sich die Eintracht torlos vom SV Meppen trennte. Die offizielle Einweihung folgte am 26. März 2007 mit einem Spiel der deutschen U-17-Nationalmannschaft gegen Irland, dass die deutsche Elf mit 3:0 gewann. Die Umbaumaßnahmen kosteten 1,5 Millionen Euro. Eintracht Nordhorn fusionierte 2015 mit dem Türkischen Verein Nordhorn zum SV Eintracht TV Nordhorn, nach der Trennung nahm der Club seinen alten Namen wieder an.